# Пастухов, Владимир Павлович (Севмаш)
Владимир Павлович Пастухов (1952—2021) — советский и российский организатор оборонной промышленности, генеральный директор ПО «Севмаш» (2004—2007), лауреат Государственной премии Российской Федерации.

## Биография
Родился 06.05.1952 в Выборге в семье военно-морского офицера. Вырос в Николаеве.
Окончил Николаевский кораблестроительный институт по специальности «Судовые силовые установки», квалификация инженер — механик (1975).
Работал на Севмаше: инженер техотдела стапельно-сдаточного производства, инженер-механик, старший инженер-механик управления главной энергетической установки АПЛ, сдаточный механик, участник испытаний нескольких головных АПЛ. С 1984 по 1993 год — сдаточный механик, ведущий сдаточный механик головной и серийных АПЛ проекта 971, руководитель испытаний и сдачи заказов Военно-морскому флоту. С 1993 г. зам. начальника стапельно-сдаточного цеха по подготовке производства. В 1994—2004 гг. главный инженер.
С мая 2004 по июль 2007 года генеральный директор. В период его руководства производство продукции выросло почти в 2 раза, успешно решались вопросы технического перевооружения, обновления и модернизации производственных мощностей, разработки новых технологий. В апреле 2007 года из стапельного цеха выведен ракетоносец нового поколения «Юрий Долгорукий».
Лауреат Государственной премии РФ в области науки и техники (2000). Награждён орденами Мужества (1999) и «За заслуги перед Отечеством IV степени» (2006).
Жена – Пастухова Лина Васильевна (1952 г. р.) инженер-технолог «Севмаша». Дочери: Елена Владимировна (1975 г. р.), доцент Севмашвтуза, преподает высшую математику, кандидат технических наук; Анастасия Владимировна (1979 г. рожд.), врач-отоларинголог, работает в сурдологическом центре Северодвинской детской больницы. Сын – Павел Владимирович (1988 г. рожд.).